# Keratynizacja
Keratynizacja (rogowacenie) − proces wytwarzania przez komórki, głównie naskórka (keratynocyty), płaskich płytek zbudowanych z białka keratyny. W trakcie keratynizacji komórki keratynocytów stopniowo obumierają tworząc zewnętrzną, zrogowaciałą warstwę naskórka, która jest nieprzepuszczalna dla wody i ulega okresowemu złuszczaniu. Zaburzenia w procesie keratynizacji prowadzą do licznych chorób skóry, w tym łuszczycy.